# 大島和久
大島和久（おおしま かずひさ、1981年4月8日 - ）は、日本の舞台芸人、喜劇俳優である。吉本新喜劇の座員。大阪府大阪市出身。吉本興業所属。既婚者。

## 経歴・人物
- 大阪スクールオブミュージック専門学校卒業後、吉本主催のオーディションに合格して入社した。
- 同じ新喜劇の小米良啓太、太田芳伸、南出一葉と「ラッキーパンチパーマ南」を結成。うめだ花月にて不定期に行われる「よしもと新喜劇“金のひよこ”LIVE」にてコントを披露している。
- 読売テレビ製作のドラマ、「天使のココロ」に出演。
- 2005年夏、平山とともに新喜劇の野外イベント「吉本大サーカス」で空中ブランコに挑戦、成功した。役柄は小籔千豊率いるサーカス団員で、飛べなくなった空中ブランコ乗りだった。
- 高校時代は陸上（主に短距離）の選手として、100mのベストタイムは11秒フラットである。
- 新喜劇ではホモ役を演じることが多かった。(相手役は主に村上斉範、中恭太。伊賀健二、信濃兵夫、レイチェルも演じたことがある。)
- またその整ったルックスからマドンナ女優の恋人やフィアンセ、ホストなど二枚目役もこなす。
- ホモ役やチャラいホストなどボケ役に回ることが多いが本人は内場勝則に憧れて新喜劇に入団したことから回し役を目指している[1]、 30代前半頃は昔からの極度のあがり症の性格で舞台の本番中に失敗をやらかしてしまうことが多く座長や先輩から注意を受けたり、自分より後に入った後輩座員に抜かされるなどの経験から心が折れた時期があったが当時の座長たちからの叱咤激励で立ち直りその努力と実力を積み重ね続け2017年あたりから辻本茂雄座長公演で辻本のツッコミ(舞台回し)を任されている。
- 辻本からは回しの実力、小籔千豊からはギャグを披露する際の強心臓と演技力の高さを評価されており実際に新喜劇ではホモ役やチャラいホストのようなギャグキャラ・ヒロインやマドンナの相手役・悪役・シリアスな役・舞台回しなどを完璧に演じ分けている。
- 新喜劇ファンからも演技派として絶賛されている、またその明るい性格と誰に対して分け隔てなく丁寧に接する神対応から口上師としても評価されている。
- 28歳のときに結婚し32歳のときに息子が誕生[2]、2021年に長女が誕生し1男1女の父親である。
- 妻とは現在でも「カズくん」「ユミちゃん」と呼び合う仲である。[3]
- 特技はバク転・バク宙、度々新喜劇で披露することもある。
- 三人兄弟の次男。
- 先輩座員から｢的確に舞台を回す、ツッコむ｣、｢真面目で明るくてみんなに優しい｣と仕事への姿勢と普段の人柄を絶賛されている。
- 松浦真也によると新喜劇スタッフ全員と友達であり仲が良いとのこと。
- 声が男性にしては高くアニメ声とも呼ばれているが本人曰く20代はもっと高くこれでも低くなった方だと言っている。